# وايلد أرمز 2
وايلد أرمز 2، هي الجزء الثاني من سلسلة وايلد أرمز، وهي من تطوير ميديا فيجن وكونترايل، ونشرها شركة سوني كمبيوتر إنترتنمنت، صدرت اللعبة في الأسواق سنة 1999، وتعمل حصراً لمنصة بلاي ستيشن.